# دونكان ريد
دونكان ريد (بالإنجليزية: Duncan Reed)‏ هو مهندس وسياسي أمريكي، ولد في 2 يوليو 1815 في شلبورن في الولايات المتحدة، وتوفي في 14 سبتمبر 1890 بسبب استسقاء. حزبياً، نشط في الحزب الديمقراطي. وقد انتخب عضو مجلس ولاية ويسكونسن.